# احتجاز (سجن)
الاحتجاز هو عملية تحفظ الدولة أو الحكومة أو مواطن بطريقة قانونية على أحد الأشخاص، وذلك بحرمانه من حرية التصرف والحركة في ذلك الوقت. وربما يكون ذلك نتيجة توجيه تهم جنائية ضد الشخص كجزء من محاكمة أو لحماية شخص أو ملكية. ولا يعني الاحتجاز دومًا النقل إلى مكان معين (يسمى عمومًا مركز الاحتجاز)، إما للاستجواب أو كـعقوبة على جريمة (انظر السجن).

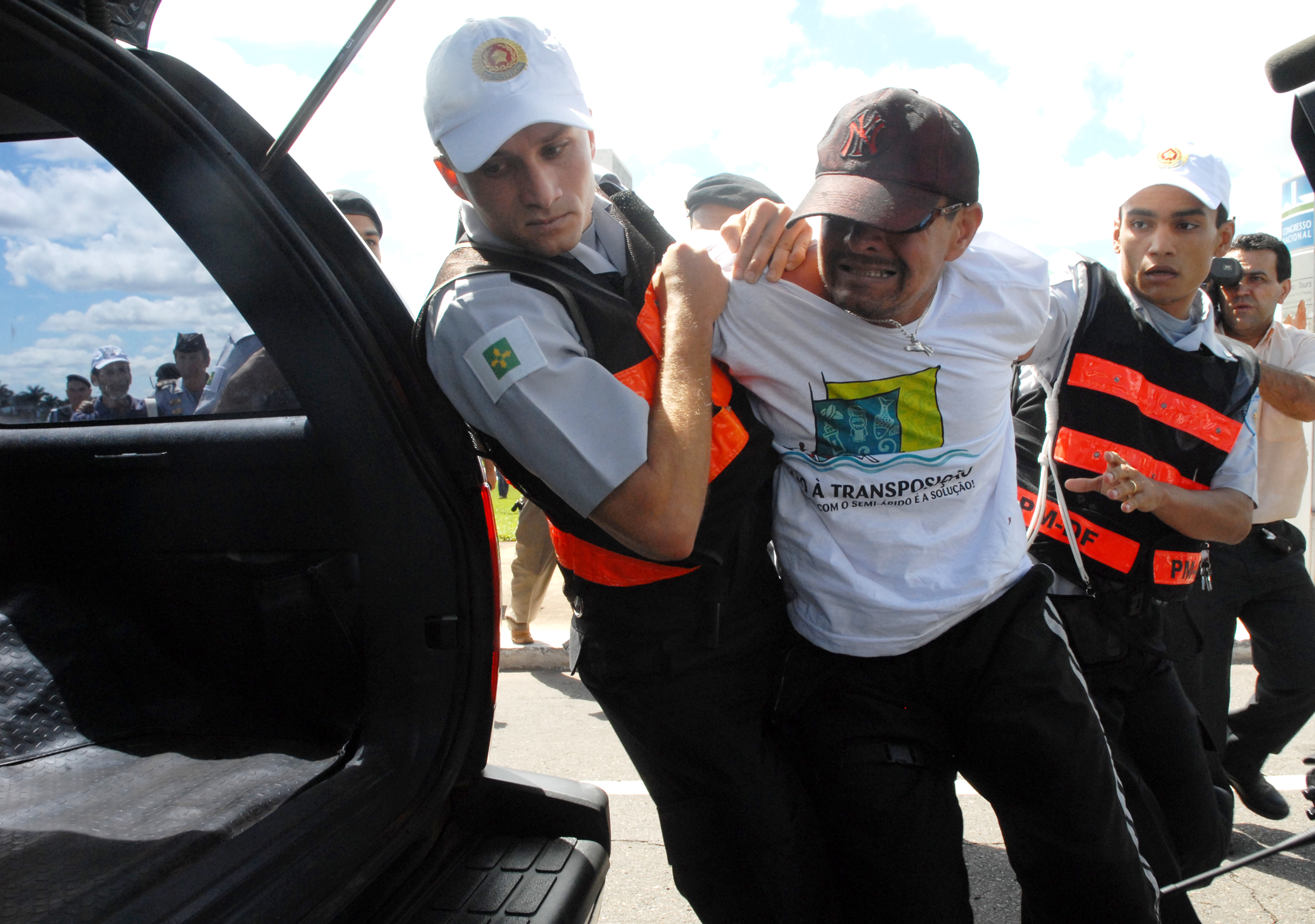
الاعتقال في برازيليا.

يمكن استخدام المصطلح كذلك للإشارة إلى توقيع الحجز على ملكية للأسباب ذاتها. وربما سبق عملية الحجز أو تبعها التوقيف أو لا. على سبيل المثال، يسمى السجناء في خليج غوانتانامو «المحتجزين».
المحتجز هو مصطلح تستخدمه حكومات معينة وقواتها المسلحة للإشارة إلى أشخاص موقوفين، مثل هؤلاء الذين لا تصنفهم أو تعاملهم على أنهم أسرى حرب أو مشتبه بهم في قضايا جنائية. ويستخدم المصطلح للإشارة إلى «أي شخص يلقى القبض عليه أو يحتجز من قِبل قوات مسلحة.» وبشكل أعم، إنه «شخص موقوف.»
وتنص المادة 9 من الإعلان العالمي لحقوق الإنسان على أنه «لا يجوز القبض على أي إنسان أو حجزه أو نفيه تعسفًا.» وفي الحروب بين الدول، يشار إلى المحتجزين في اتفاقية جنيف الرابعة.

## تعريف الاحتجاز
يمكن اعتبار أي شكل من أشكال السجن؛ حيث يجرد شخص من حريته احتجازًا، فبالرغم من ارتباط المصطلح في أحيان كثيرة بالأشخاص الذين يتم إيقافهم بدون مذكرة توقيف أو قبل توجيه أية تهم. ويعد الاحتجاز لأغراض التفتيش عن المخدرات بمثابة حجز مؤقت؛ حيث إنه لم يعلم بعد ما إذا كان من الممكن توجيه تهم ضد أحد الأشخاص، وذلك في انتظار نتيجة التفتيش. ويشير مصطلح «محتجز» غالبًا إلى المباشرة عندما يجرد شخص من حريته، وكثيرًا ما يكون قبل الحجز أو لم يتبع بعد بإجراء ما قبل الاعتقال. على سبيل المثال، مطاردة سارق المعروضات وتقييده، ولكن ما لم يتم إبلاغه بعد بأنه موقوف وقراءة حقوقه عليه سيصنف على أنه «محتجز».

## احتجاز مشتبه به
احتجاز المشتبه بهم هو عملية التحفظ على شخص تم القبض عليه في زنزانة الشرطة أو الحبس الاحتياطي أو مركز احتجاز آخر قبل المحاكمة أو إصدار الحكم.
تتباين مدة احتجاز الإرهابيين المشتبه بهم، بمبرر اتخاذ إجراء يساعد في مكافحة الإرهاب، وذلك وفقًا للدولة أو الوضع، فضلًا عن القوانين التي تنظم ذلك.
قام قانون منع الإرهاب لسنة 2006 في المملكة المتحدة بزيادة مدة الاحتجاز المحددة بـ14 يومًا بدون مذكرة اعتقال أو لائحة اتهام من قانون منع الإرهاب لسنة 2000 إلى 28 يومًا. وقد رفض مجلس العموم اقتراحًا مثيرًا للجدل مقدمًا من الحكومة لزيادة مدة الاحتجاز إلى 90 يومًا. ويستدعي القانون الجنائي الإنجليزي أن يكون لدى القائم بالاحتجاز/الاعتقال أسباب معقولة للاشتباه (اشتباه معقول) عند إيقاف شخص (أو القبض عليه).

## الاحتجاز إلى أجل غير مسمى
يتكرر الاحتجاز إلى أجل غير مسمى للأشخاص في وقت الحرب بموجب قوانين الحرب. وطبقت الولايات المتحدة هذا الأمر بصورة ملحوظة بعد أحداث 11 سبتمبر 2001. وقبل المحاكم الخاصة باستعراض وضع المحارب، التي تم إنشاؤها لمراجعة وضع معتقلي غوانتانامو، جادلت الولايات المتحدة بأنها متورطة في نزاعات مسلحة يمكن مقاضاتها قانونيًا والتي ينطبق عليها قوانين الحرب، وبناءً عليه، يمكنها إلقاء القبض على جماعات القاعدة وطالبان طوال مدة هذه النزاعات دون منحهم محاكمة جنائية.
تنظم القوات المسلحة الأمريكية كيفية معاملة المحتجزين في دليل الشرطة العسكرية: أسرى الحرب من العدو والموظفين المحتجزين والمعتقلين المدنيين والمحتجزين الآخرين (Military Police: Enemy Prisoners of War, Retained Personnel, Civilian Internees and Other Detainees)، الذي كان آخر تنقيح له في عام 1997.
ظهر مصطلح "المحارب غير النظامي في الوعي العام أثناء حرب أفغانستان (2001-الوقت الحالي) وبعدها، حيث احتجزت الولايات المتحدة أعضاء من حركة طالبان والقاعدة أسروا في تلك الحرب وصنفتهم على أنهم محاربون غير نظاميين. وأدى ذلك إلى إثارة جدل كبير حول العالم. وتطلق حكومة الولايات المتحدة على هؤلاء المحاربين من العدو الذين قامت بأسرهم اسم "المحتجزين"؛ حيث إنهم غير مؤهلين ليعاملوا كـأسرى حرب بموجب التعريف الموجود في اتفاقيات جنيف.
في ظل إدارة أوباما، تم حذف مصطلح المحاربين من العدو من المعجم وتحديده أكثر في مشروع قانون الدفاع الجامع لسنة 2010:
القسم 948ب. اللجان العسكرية عمومًا: (أ) الغرض-يرسخ الفصل الإجراءات التي تحكم استخدام اللجان العسكرية في محاكمةالمحاربين الغرباء الذين ليس لديهم امتيازات من العدو لارتكاب انتهاكات لقانون الحرب وغيرها من التهم للمحاكمة أمام لجنة عسكرية.

## الاحتجاز حسب الدولة

### هولندا
- المادة 9، الجزء 1أ من قانون العقوبات (Wetboek van Strafrecht) ينص على أن هناك 4 أنواع من العقوبات الأساسية. يمثل اثنان منهم نوعين من الاحتجاز، يطلق عليهما السجن (gevangenisstraf) والحبس (hechtenis)، حيث النوع الأول عقوبة أشد من النوع الثاني. بينما النوعان الآخران من العقوبة هما خدمة مجتمعية بسيطة (لا تقارن بمعسكرات العمل) وغرامات.[4] ويتم تصميم السجون بعدة طرق وهناك 5 مستويات من الأنظمة (التي تعتمد على الجريمة المرتكبة). نيو فوسيفيلد (Nieuw Vosseveld) هو سجن البقاء لمدة طويلة مع أشد الأنظمة لأخطر المجرمين. وهذا السجن مخصص للمجرمين الذين حكم عليهم بالسجن لمدة 5 سنوات وأكثر.